# VIXX LR
A  VIXX LR (hangul: 빅스LR, RR: BIX LR), egy dél-koreai fiúbanda, a Jellyfish Entertainment alatt. 2015-ben debütáltak a Beautiful Liar című minialbumukkal.

## Tagok
| Művésznév | Művésznév | Születési név | Születési név | Születési dátum              | Pozíció   |
| Magyaros  | Hangul    | Magyaros      | Hangul        | Születési dátum              | Pozíció   |
| --------- | --------- | ------------- | ------------- | ---------------------------- | --------- |
| Leo       | 레오      | Csong Thegun  | 정택운        | 1990. november 10. (34 éves) | fővokál   |
| Ravi      | 라비      | Kim Vonsik    | 김원식        | 1993. február 15. (32 éves)  | rap, tánc |

## Diszkográfia
EP-k
- Beautiful Liar (2015)
- Whisper (2017)